# Numb3rs
Numb3rs (nogle gange skrevet med stort NUMB3RS og udtales som det engelske ord for tal: numbers) er en amerikansk tv-serie som er produceret af brødrene Ridley Scott og Tony Scott. Serien følger FBI-specialagenten Don Eppes (Rob Morrow) og hans  bror, Charlie Eppes (David Krumholtz), som er professor i matematik ved det imaginære universitet CalSci. Charlie hjælper Don med at opklare forbrydelser for FBI. Serien blev skabt af Nicolas Falacci og Cheryl Heuton, produceret af CBS Paramount Network Television og sendt i USA af CBS network og i Danmark af Kanal 5.
Seriens optagelser fra Charlies universitet, CalSci, er optaget på CalTech, og der er mange henvisninger til traditioner fra CalTech.

## Handling
Serien handler både om forholdet mellem Don Eppes, hans bror Charlie Eppes og deres far, Alan Eppes  (Judd Hirsch) og om brødrenes anstrengelser for at bekæmpe kriminalitet, oftest i Los Angeles.  En typisk episode begynder med en forbrydelse, som derefter efterforskes af et FBI-hold under ledelse af Don. Charlie tilkaldes og forslår matematiske vinkler på sagen, ofte med hjælp fra Larry Fleinhardt (Peter MacNicol) og/eller Amita Ramanujan (Navi Rawat). Den indsigt, som Charlies matematik bidrager med, spiller næsten altid en vigtig rolle i opklaringen af forbrydelsen. Charlie repræsenterer i en vis forstand al matematik på en gang. Hans indsigt i og overblik over matematikken er enorm. Og han har adgang til computerkraft og programmer, som arbejder noget hurtigere, end det er realistisk. Men det er præmissen for TV-serier om forbrydelser: De bliver opklaret urealistisk hurtigt. Matematikken indgår ofte som en del af en af de mange anvendelser af matematik: I GPS, fingeraftryksdatabaser, billedgenkendelse, kryptering, kodning, økonomi, ... e
En af seriens roller er at oplyse om nødvendigheden af moderne matematik – at bekæmpe anti-intellektualisme.
Matematikken er sædvanligvis korrekt. Amerikanske matematikere er konsulenter og foreslår velegnede matematiske emner. 
I foråret 2010 sendes de sidste afsnit af sæson 6 i USA, og det er usikkert, om der produceres flere.
Musikken i serien er af f.eks. Talking Heads, Snow Patrol, Dire Straits, PJ Harvey, Benjamin Britten, Coldplay, Beck, 
De tre første sæsoner af serien var den mest populære udsendelse fredag aften i USA.
I Danmark sendes serien onsdag kl. 20. På Kanal 5. Desuden findes de første fem sæsoner af serien på DVD.

## Hovedpersoner
- Professor Charlie Eppes er et matematik geni, der er konsulent for FBI og NSA. Han underviser på CalSci – det fiktive California Institute of Science. Han bliver portrætteret af David Krumholtz.
- Don Eppes, Charlie's ældre bror, er den ledende FBI agent. Han bliver portrætteret af Rob Morrow.
- Professor Larry Fleinhardt er en teoretisk fysiker og kosmolog på CalSci. Charlie's tidligere mentor og nu bedste ven, han er også ofte konsulent for FBI. Han bliver portrætteret af Peter MacNicol.
- Alan Eppes er en tidligere LA City planlægger, enkemand, og far til både Charlie og Don Eppes. Han bliver portrætteret af Judd Hirsch.
- Professor Amita Ramanujan er en matematiker på CalSci og en FBI konsulent. Hun har datede Charlie Eppes og parret blev officielt forlovet i starten af sæson seks. Charlie var hendes speciale rådgiver. Hun bliver portrætteret af Navi Rawat.
- Megan Reeves var en FBI adfærdsmæssige specialist. Hun var involveret romantisk med Larry Fleinhardt og forlod FBI for at blive rådgiver for unge kvinder med problemer. Hun blev portrætteret af Diane Farr.
- David Sinclair er en FBI felt agent og blev for nylig gjort til Don's næst kommandere og forfremmet til supervisor. Han bliver portrætteret af Alimi Ballard.
- Colby Granger er en FBI felt agent. Han bliver portrætteret af Dylan Bruno.
- Liz Warner er en FBI agent, tidligere involveret med Agent Don Eppes. Hun bliver portrætteret af Aya Sumika.
- Nikki Betancourt er en FBI agent med fire års erfaring i LAPD og jurist. Hun bliver portrætteret af Sophina Brown.